# Gerhard Roth (Politiker)
Gerhard Roth (* 23. November 1933 in Daaden) ist ein deutscher Politiker der SPD. Er war von 1987 bis 1996 Abgeordneter im Landtag von Rheinland-Pfalz.

## Leben
Roth absolvierte nach dem Besuch der Volksschule eine Ausbildung zum Schlosser, die er mit der Gesellenprüfung abschloss. Er schloss sich der IG Metall an und war von 1957 bis 1969 Mitglied des Betriebsrates bei der Friedrichshütte (Wehbach) und von 1957 bis 1987 bei der Firma Menk (Bad Marienberg). Zwischen 1970 und 1994 war er Vorstandsmitglied der AOK Westerwald, von 1979 bis 1994 Verwaltungsrat der Kreissparkasse Westerwald.
Gerhard Roth ist verheiratet mit Hildegard Roth, geb. Wengenroth und hat zwei Töchter.

## Politik
Roth ist seit 1965 Mitglied der SPD, zwischen 1986 und 1996 war er Vorsitzender des SPD-Unterbezirks Westerwald.
Ab 1964 war er Gemeinderat in Eichenstruth, ab 1969 Mitglied im Kreistag des Westerwaldkreises und ab 1981 Kreisdeputierter. Von 1994 bis 2007 war er Stadtrat in Bad Marienberg und zugleich Mitglied des Verbandsgemeinderates der Verbandsgemeinde Bad Marienberg.
Von 1987 bis 1996 gehörte Roth dem Landtag von Rheinland-Pfalz an. Bei der Landtagswahl 1987 zog er über die Landesliste der SPD ins Parlament ein, bei der Landtagswahl 1991 gewann er das Direktmandat im Wahlkreis 5 (Bad Marienberg/Westerburg). Er war in beiden Legislaturperioden Mitglied des Ausschusses für Wirtschaft und Verkehr, von 1987 bis 1991 Mitglied des Petitionsausschusses und von 1991 bis 1996 Mitglied des Medienpolitischen Ausschusses.

## Ehrungen und Auszeichnungen
- 1997: Verdienstkreuz am Bande der Bundesrepublik Deutschland
- 2001: Freiherr-vom-Stein-Plakette des Landes Rheinland-Pfalz

Für seine Verdienste um das Sparkassenwesen wurde er mit der Johann-Christian-Eberle-Medaille ausgezeichnet. 2008 würdigte die Stadt Marienberg seine kommunalpolitische Arbeit mit der Siegelmünze in Gold. Des Weiteren ist Roth Träger der Willy-Brandt-Medaille.